# Vipera nikolskii
Vipera nikolskii este o specie de șerpi din genul Vipera, familia Viperidae, descrisă de Vedmederya, Grubant și Rudajewa 1986. Conform Catalogue of Life specia Vipera nikolskii nu are subspecii cunoscute.

## Galerie

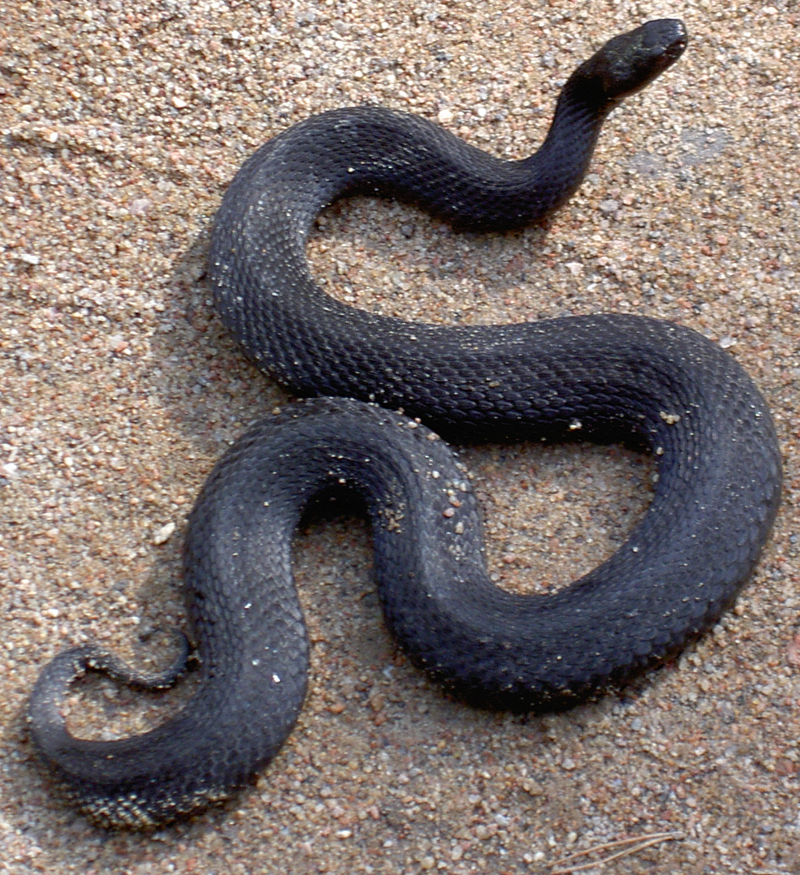